# Ханхой
Ханхой (также: Холой-Нур, Ялга, Эльгай) — озеро в Ольхонском районе Иркутской области на острове Ольхон. Зеркало озера расположено на высоте 456 метров над уровнем моря в пределах территории Хужирского муниципального образования.

## Географическое положение
Расположено на западном берегу в средней части острова Ольхон в 10 километрах от посёлка Хужир. В километре от озера на юго-востоке находится деревня Ялга.

## Название
Название Ханхой происходит от бурятского хаанхай — закрытый или от монгольского ханх — залив. Озеро имеет также альтернативные названия Холой-Нур (бур. Хоолой нуур — горло-озеро) и Ялга (вероятно, в честь бухты Елгай, с которой оно соединено протокой). Название Ялга (Эльгай) объясняется эвенкийским эльгэн — тихая заводь.

## Географические характеристики
Длина озера составляет около 1 километра (по другим данным — ок. 800 метров), ширина в среднем 500 метров. Максимальная глубина — 4 метра, средняя — около 2-х. Вода в озере тёплая, летом её температура достигает +18 °C. Максимальная прозрачность воды в озере достигает 2-4 метра. Дно илистое.
Ранее озеро Ханхой являлось заливом Байкала. В настоящее время с востока оно отделено от Байкала наносной песчаной косой шириной 30-50 метров. В северной части косы располагается впадающая в байкальскую бухту Елгай узкая протока шириной 1-2 метра и глубиной не более 30 см. С севера озеро отделено от Байкала скалистой грядой, плавно спускающейся в Ханхой и круто падающей в Байкал.

## Флора и фауна
Берега озера покрыты травянистой растительностью. Деревьев нет. Дно водоёма (за исключением его восточной части, прилегающей к косе) до уровня порядка 30 см от поверхности озера покрыто водорослями.
В озере обитают сорога, окунь, в большом количестве водится щука. Отдельные экземпляры достигают массы 10 и более кг.

## Достопримечательности
К западу от озера располагаются руины ритуального комплекса, датируемые VII-началом X века, состоящие из около 20 каменных сооружений. Недалеко располагается другой ритуальный комплекс, датируемый XVII-XIX веками, включающий три каменных обо. К северу от озера на скалистом берегу Байкала также были обнаружены древние могилы и следы культовых строений.

## Туризм
Благодаря тёплой воде водоём пользуется популярностью у туристов. Недалеко от озера находится одноимённая туристическая база, состоящая из русских изб и бурятских юрт. Многие туристы отдыхают на озере в палатках.

## Экология
В связи с большим количеством туристов экологическая обстановка на озере неблагоприятная.